# Colonna sonora di The Legend of Zelda: A Link to the Past
La colonna sonora di The Legend of Zelda: A Link to the Past venne composta da Kōji Kondō, e pubblicata nel 1994 in due compact disc.

## Tracce
Disco 1
1. Overworld – 2:53
2. Theme of the Guessing-Game House – 3:26
3. Sanctuary Dungeon – 3:23
4. Hyrule Castle – 3:03
5. Forest Theme – 3:43
6. Dark Overworld – 2:51
7. The Goddess Appears – 4:15
8. Kakariko Village – 3:24
9. Sound Drama Two People: Introductory Chapter – 17:11

Disco 2
1. Title – 2:00
2. Overworld – 1:45
3. Underworld – 1:04
4. Death Mountain – 1:38
5. Get Treasure Fanfare – 0:05
6. Get Triforce Fanfare – 0:11
7. Finally, Ganon Appears and is Defeated Fanfare – 0:06
8. Zelda is Rescued Fanfare – 0:09
9. Game Over – 0:38
10. Ending – 2:28
11. Title – 0:19
12. Opening Demo – 2:02
13. Time of the Falling Rain – 1:10
14. Overworld – 1:07
15. Kakariko Village – 2:12
16. Forest – 0:56
17. Master Sword Demo – 0:15
18. Turned Into a Rabbit! – 0:57
19. The Soldiers of Kakariko Village – 0:43
20. Guessing-Game House – 0:52
21. Select Screen – 0:54
22. Dark World – 2:23
23. Dark Mountain Forest – 1:52
24. Hyrule Castle – 2:55
25. Sanctuary Dungeon – 2:02
26. Cave – 1:00
27. Church – 1:34
28. Boss (BGM) – 0:36
29. Boss Clear Fanfare – 0:13
30. Dark World Dungeon – 1:43
31. Fortune-Telling House – 0:43
32. Princess Zelda's Rescue – 1:33
33. Crystal – 1:05
34. The Goddess Appears – 0:55
35. Priest – 1:25
36. The Priest Transforms into Ganon – 0:07
37. Ganon's Message – 0:43
38. Battle with Ganon – 1:18
39. Triforce Chamber – 1:35
40. Ending – 7:46